# Narrenturm

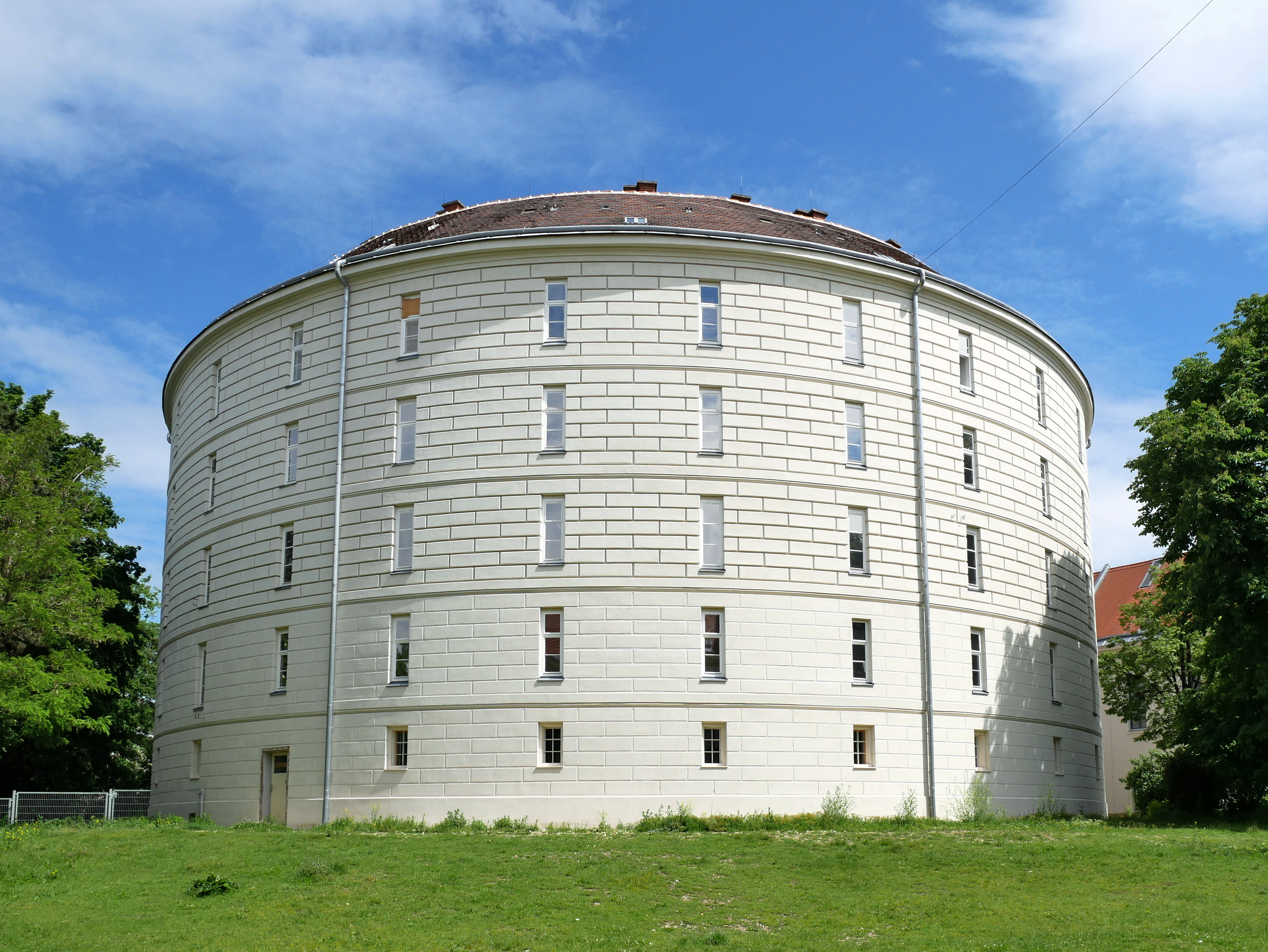
Der Narrenturm (Mai 2019)

Der Narrenturm auf dem Gelände des Alten Allgemeinen Krankenhauses der Stadt Wien im 9. Bezirk (Alsergrund) wurde 1784 als erste psychiatrische Klinik Kontinentaleuropas gebaut. Heute beherbergt der Turm das Pathologisch-anatomische Bundesmuseum, das 2012 in das Naturhistorische Museum Wien eingegliedert wurde.

## Gebäude

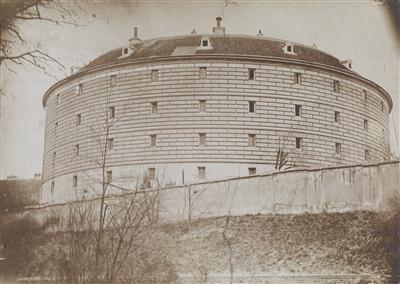
Der Narrenturm um 1895

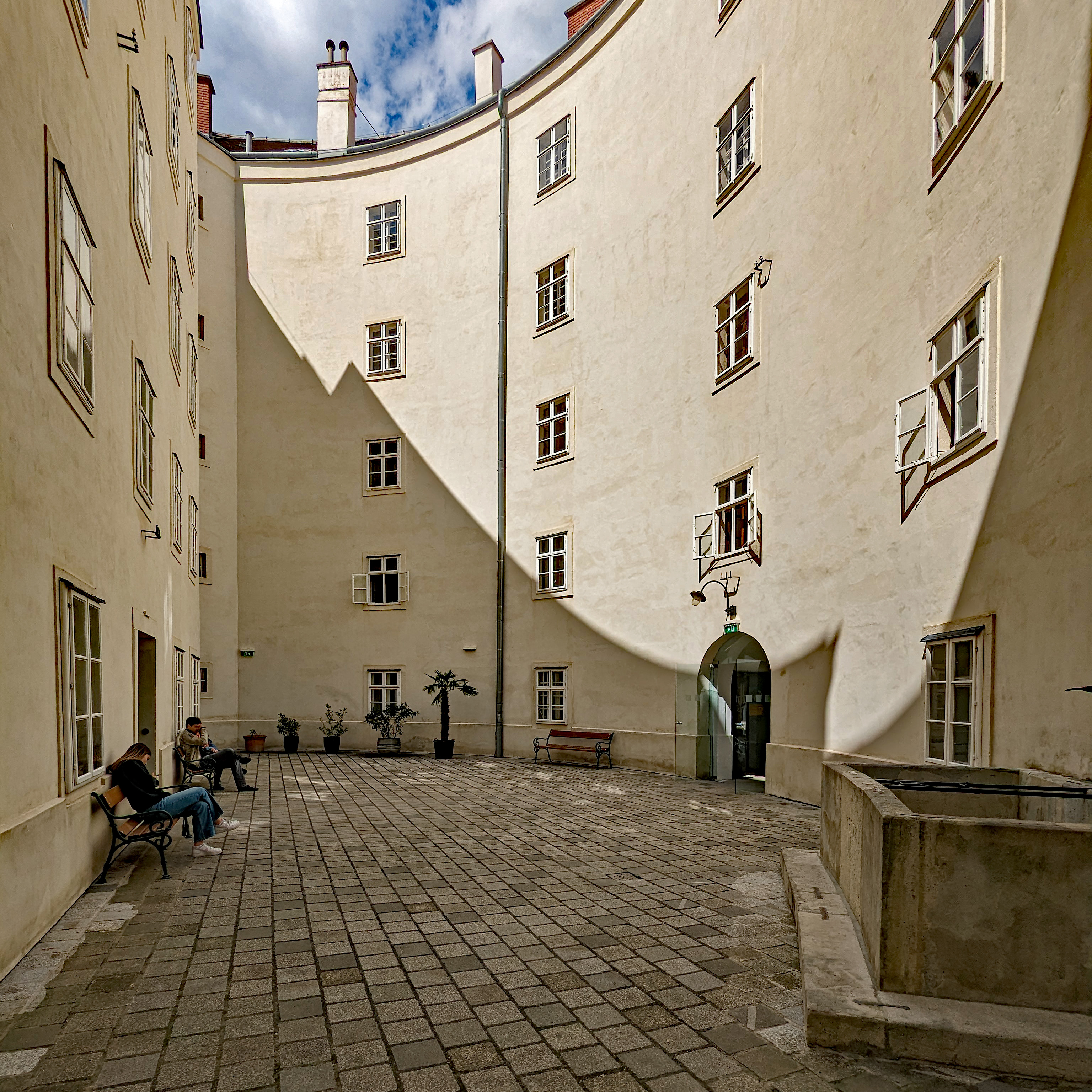
Innenhof

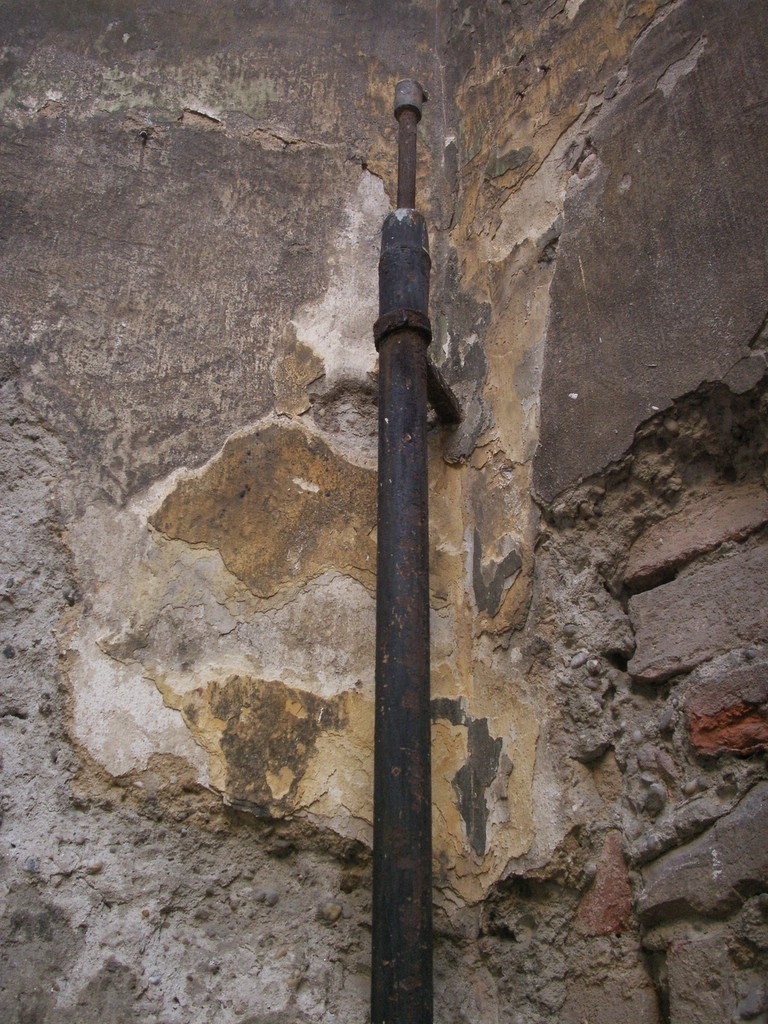
Reste eines der ältesten Blitzableiter in Wien am Narrenturm

Das Gebäude wurde 1784 unter Kaiser Joseph II. durch Josef Gerl errichtet. Es handelt sich um einen fünfstöckigen Rundbau mit einem Umfang von 66 Wiener Klaftern, 28 Räumen pro Etage, schmalen Fenstern und einem in Nord-Süd-Richtung ausgerichteten Mitteltrakt. Insgesamt gab es für die Patienten (Insassen) 139 Einzelzellen. Jede Zelle misst etwa 13 Quadratmeter und ist vom runden Gang aus zu betreten. Im Mitteltrakt waren die Wärter untergebracht, an einer Seite wurde der Stiegenlauf gebaut, sodass ein großer und ein kleiner Hof entstanden. Joseph II. hatte zudem auf seinen Reisen nach Frankreich Gelegenheit, unterschiedliche Einrichtungen zu studieren. Bei vielen Erkenntnissen aus dem 20. und 21. Jahrhundert wird die Errichtung des Narrenturms als ein Zeugnis einer neuen Haltung gegenüber Geisteskranken gesehen; er soll den Beginn der Ausgrenzung von Geisteskranken aus der Gesellschaft darstellen und soll sie von der gesellschaftlichen Kategorie der „Armen“ trennen. Dennoch stellte die Errichtung des Narrenturms in Anbetracht des historischen und gesellschaftlichen Kontextes einen Fortschritt dar – es war der Wandel zu einer Anerkennung eines medizinisch relevanten Leidens und ein Versuch der Fürsorge und Heilung.
Die Architektur zielte nicht nur auf die Abgrenzung nach außen ab. Sie sollte die „Irren“ auch möglichst von den behandelnden Ärzten und Pflegern fernhalten. Aus diesem Grund gab es keine Gemeinschaftsräume, Werkstätten oder Speisezimmer. Die Zellen waren jeweils mit einer eigenen Toilette ausgestattet und die Zentralheizung – vier Öfen im Keller des Gebäudes – versorgten die Kammern mit Heißluft. Die Zellen hatten bei der Errichtung keine Türen und das Gebäude war nicht an das Kanalnetz angeschlossen. Kurz nach Inbetriebnahme wurden Zellentüren eingebaut und der Turm bekam einen Kanalzugang. Ein Reisender inspizierte 1789, wenige Jahre nach der Eröffnung, auch diese „Hauptsehenswürdigkeit“ bei seinem Wienbesuch: 

„Ein großer Theil der Unglücklichen, hier Eingesperrten, sind Soldaten. Viele sind nicht in die Behältnisse eingekerkert, sondern sitzen und laufen in den Gängen umher. Manche liegen an Ketten in ihren Kerkern, und sind an die Wände angeschlossen.“

Zehn Jahre später galt der Turm infolge der Neuerungen in der Therapie von „Geisteskranken“ bereits als völlig überholt, da nur ein geringer Teil der Geisteskranken – dies gilt als Gesamttrend für das 18. und 19. Jahrhundert – sozial genau abgestuft und unterschiedlich behandelt, hospitalisiert und versorgt werden konnte; er wurde allerdings bis 1869 mit Patienten belegt.
Adolf Schmidl beschreibt im Jahre 1833 die Anstalt folgendermaßen:

„B. R. R. Irrenheil-Anstalt (Narrenthurm). 
Drei Ärzte, zwei Wundärzte mit zwei Praktikanten; 509 Betten.
Diese Anstalt zerfällt in: 
1) das Irrenhaus, in welchem unruhige und unheilbare Kranke verwahrt werden. Das Gebäude ist noch immer der alte, sehr unzweckmäßige runde Thurm, 140 Kammern enthaltend, von einem Garten umgeben; 
2) das Lazareth in der Währingergasse, als eigentliche Heil-Anstalt, in einem zweckmäßigeren mit Garten versehenen Gebäude; 
3) im Gebäude des allgemeinen Krankenhauses selbst sind mehrere abgesonderte Zimmer für zahlende Irre vorbehalten. 
Auch in der Irren-Anstalt bestehen obige vier Aufnahmsklassen. Der mittlere Stand der Kranken beträgt bei dreihundert.“

1869 wurde die Anstalt im Narrenturm geschlossen.
Von seiner Rundform leitet sich die in Wien übliche umgangssprachliche Bezeichnung Gugelhupf für „Irrenhäuser“ bzw. psychiatrische Kliniken ab. Die Annahme, dass der Narrenturm eine Umsetzung der Idee des Panoptikums von Jeremy Bentham sei, trifft nicht zu, da die Zellen nicht von einem Zentrum aus kontrollierbar sind.

### Blitzfangeinrichtung
Bereits am ältesten Modell des Narrenturms findet sich am Dachfirst ein Blitzableiter oder „Blitzfänger“. Zwei seiner Halterungen im Innenhof existieren noch mit Stand 2017. Josef II. waren die Versuche von Prokop Diviš bekannt, welchem es vor allem um eine vermutete Heilkraft von Strömen ging, aber auch um die Fernhaltung von Gewittern mithilfe von „meteorologischen Maschinen“. Ob die Einrichtung im Narrenturm als ein Blitzfänger zur Behandlung der Insassen oder bereits als ein Blitzableiter im heutigen Sinn diente, ist umstritten.

## Museum

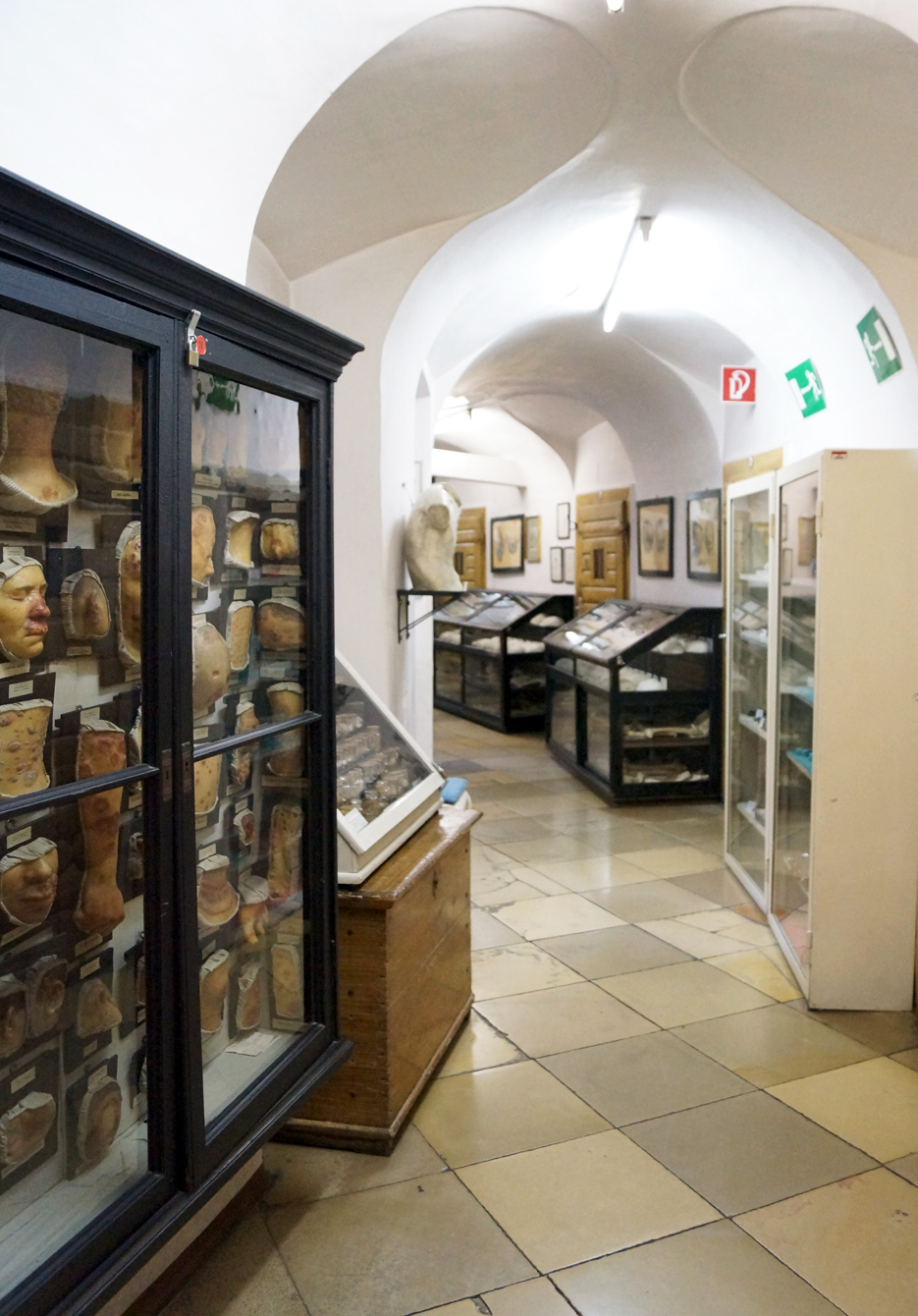
Ausstellungsräume mit Schaukästen

Das Museum wurde 1796 unter Kaiser Franz II. als Museum des Pathologisch-anatomischen Institutes gegründet. Die Sammlung befindet sich seit 1971 im Narrenturm. Auf Betreiben des Pathologen Karl Alfons Portele wechselte das Museum 1974 von diesem Universitätsinstitut in die Obhut des Unterrichtsministeriums. Die heutige Bezeichnung ist Pathologisch-anatomisches Bundesmuseum. Als die anderen Bundesmuseen auf Grund des Bundesmuseen-Gesetzes bis 2003 als wissenschaftliche Anstalten öffentlichen Rechts in die so genannte Vollrechtsfähigkeit entlassen, d. h. aus der Bundesverwaltung ausgegliedert wurden, war das Museum zu klein, um allein daraus eine eigene wissenschaftliche Anstalt zu bilden. Nach längeren Überlegungen, in welcher Kombination mit anderen Sammlungen die Ausgliederung erreichbar wäre, wurde das letzte noch direkt vom Ministerium verwaltete Bundesmuseum im Herbst 2011 per 1. Jänner 2012 mit Bundesgesetz in die wissenschaftliche Anstalt Naturhistorisches Museum Wien (NHM) eingegliedert.

### Sammlung
Seit Beginn der Sammlungstätigkeit standen vor allem Feucht- und Trockenpräparate im Fokus. Ab 1974 kamen durch Karl Portele weitere Sammlungsbestände aus Österreich und Deutschland hinzu, darunter mehrere Moulagensammlungen, etwa von Carl Henning. 1977 wurde eine thematisch passende Gerätesammlung angelegt. Heute besteht die Pathologisch-anatomische Sammlung im Narrenturm aus rund 49.000 Objekten und gilt als weltweit größte Sammlung ihrer Art.

### Elektro-pathologische Sammlung
Im Narrenturm sind auch Teile des ehemaligen Elektro-pathologischen Museums des Mediziners Stefan Jellinek untergebracht. Dieses Museum war von Jellinek im Jahr 1936 eröffnet worden, ehe er 1939 als Jude das Land verlassen musste. Nach dem Zweiten Weltkrieg bekam er seine Sammlung zurück. Sein Mitarbeiter Franz Maresch organisierte die Ausstellung nach dem Tod des Gründers im Jahr 1968 neu. In den 1980er-Jahren wurde ein großer Teil der Sammlung vom Technischen Museum übernommen, während die tierischen und menschlichen Feuchtpräparate dem Pathologisch-anatomischen Museum übergeben wurden.